# Henry Pelham-Clinton (6e duc de Newcastle)
Henry Pelham Alexander Pelham-Clinton, 6e duc de Newcastle-under-Lyne (25 janvier 1834-22 février 1879) est un noble anglais, nommé Lord Clinton jusqu'en 1851 et  comte de Lincoln jusqu'à ce qu'il hérite du duché en 1864.

## Biographie
Il est le fils de Henry Pelham-Clinton (5e duc de Newcastle) et de son épouse Susan Hamilton. Il fait ses études au Collège d'Eton et à Christ Church, à Oxford.
Sa carrière politique se limite à siéger comme député de Newark entre 1857 et 1859. Il n'occupe aucun poste politique important dans le Nottinghamshire, bien qu'il ait été Grand Maître provincial des francs-maçons du Nottinghamshire de 1865 à 1877.
Le goût de Lincoln pour le jeu le conduit à fuir le pays en 1860 pour échapper à ses dettes, qui avaient alors atteint 230000 £ (plus de 26 millions de £ en 2017). En 1861, il épouse Henrietta Hope, héritière du riche Henry Thomas Hope, à Paris. Dans le cadre du règlement du mariage, ses dettes sont payées et un revenu de 50 000 £ par an est réglé au couple. De vastes terres en Angleterre et en Irlande sont également ajoutées aux propriétés de sa famille par héritage de son beau-père, bien que Pelham-Clinton lui-même ne les ait jamais contrôlées en raison des termes de ce testament.
Il succède à son père comme duc de Newcastle en 1864 et a cinq enfants avec Henrietta:
- Beatrice Adeline Pelham-Clinton (1862-1935) qui épouse Sir Cecil Lister-Kaye, 4e baronnet en 1880
- Emily Augusta Mary Pelham-Clinton (1863-1919) qui épouse le prince Alphonso Doria Pamphilj, duc d'Avigliano en 1882
- Henry Pelham-Clinton (7e duc de Newcastle) (1864–1928)
- Francis Pelham-Clinton-Hope (8e duc de Newcastle) (1866-1941)
- Florence Josephine Pelham-Clinton (1868–1935)